# Forsmo
Forsmo är en småort i Eds socken och Sollefteå kommun, Ångermanland. 

## Geografi
Den tätbebyggelse som utgör orten Forsmo ligger på en platå cirka 80 meter över havet, i öst–västlig riktning huvudsakligen avgränsad av nipkanten ned mot Ångermanälven (Forsmoforsen) respektive Stambanan genom övre Norrland, och i nord–sydlig riktning utbredd några hundra meter åt vardera hållet från gränsen mellan byarna Sand och Västerås. Väster om järnvägen ligger jordbruksmark och ett industriområde. Bebyggelsen i själva orten utgörs nästan uteslutande av villor i ett eller två plan.

### Järnväg
Forsmo är en järnvägsknut, där järnvägslinjen Forsmo–Hoting ansluter till Stambanan genom övre Norrland (avsnittet mellan Långsele och Mellansel), men trafiken har i praktiken snarare utgått ifrån Långsele. Ingen av linjerna har kvar persontrafik. Det gula stationshuset som är av inlandsbanetyp och är sammanbyggt med godsmagasinet ligger kvar på östra sidan av bangården. Strax norr om samhället passerar stambanan över den mäktiga Forsmobron. Vattenfall uppförde ett stort byggnadsmaterielförråd BAF Forsmo väster om bangården med eget spår, som försörjde vattenfalls byggen i Norrland med maskiner och utrustning.

### Landsväg
Forsmo genomkorsas i nord–sydlig riktning av länsväg Y 953, vars korsning med järnvägen markerar ortens norra ändpunkt. I orten fungerar vägen som huvudgata, vilken andra vägar är direkta utlöpare ifrån. Något före ortens södra ände påbörjar vägen sin klättring nedför nipslänten, så systemet av småvägar på Sandsmon är mer förgrenat. Backen nedför slänten är påfallande kurvig och står i tur för ombyggnad och uträtning.
Väg 953 är den enda bilvägen till Forsmo. Före Gamla Forsmobrons rivning på 1960-talet fanns förhoppningar om att denna bro i likhet med den äldsta av Tallbergsbroarna skulle kunna byggas om till landsvägsbro, men av det blev intet. Det har hänt[när?] att väg 953 skurits av på båda sidorna av Forsmo, och att då kraftverksdammen på Forsmo kraftverk som en nödlösning hållits öppen för viss biltrafik.

## Kraftverket
Det ägs av Vattenfall AB och Statkraft Sverige AB.

## Namnbildning
Orten Forsmo har fått sitt namn efter järnvägsstationen Forsmo, en process som torde ha fått extra stöd av att Forsmo under en period också varit postort. Stationen är i sin tur döpt efter Forsmobron, då ett namn baserat på stationens faktiska geografiska läge (i byn Västerås, med betoning på första stavelsen, att jämföra med Österås i socknens andra ända) förmodligen skulle ha löpt risk att förväxlas med staden Västerås (betoning på sista stavelsen). Bron är slutligen helt enligt gängse mönster döpt efter ett av de landområden den ansluter till, i det här fallet byn Forsmo på älvens norra/östra sida.

## Befolkningsutveckling
| Befolkningsutvecklingen i Forsmo 1960–2015                                                       | Befolkningsutvecklingen i Forsmo 1960–2015 | Befolkningsutvecklingen i Forsmo 1960–2015 | Befolkningsutvecklingen i Forsmo 1960–2015 | Befolkningsutvecklingen i Forsmo 1960–2015 |
| ------------------------------------------------------------------------------------------------ | ------------------------------------------ | ------------------------------------------ | ------------------------------------------ | ------------------------------------------ |
|                                                                                                  |                                            |                                            |                                            |                                            |
| År                                                                                               |                                            |                                            | Folkmängd                                  | Areal (ha)                                 |
| 1960                                                                                             | 1960                                       |                                            | 165                                        | ¤                                          |
| 1990                                                                                             | 1990                                       |                                            | 203                                        | 40                                         |
| 1995                                                                                             | 1995                                       |                                            | 200                                        | 40                                         |
| 2000                                                                                             | 2000                                       |                                            | 174                                        | 40#                                        |
| 2005                                                                                             | 2005                                       |                                            | 166                                        | 27#                                        |
| 2010                                                                                             | 2010                                       |                                            | 154                                        | 28#                                        |
| 2015                                                                                             | 2015                                       |                                            | 152                                        | 31#                                        |
| Anm.: Ny tätort 1990. Ej tätort 2000. ¤ Som tätortsbebyggelse med 150-199 invånare # Som småort. |                                            |                                            |                                            |                                            |